# Прапор Габону
Прапор Габону — один з офіційних символів країни Габон. Прийнятий 9 серпня 1960 року. Кольори прапора Габону (зелений, золотий, синій) символізують ліси, екватор та море відповідно.

## Історія
Оригінальний прапор, прийнятий в 1959 році, був схожий на сучасний, але з смугами нерівної ширини і французьким триколором в кантоні. Після здобуття незалежності триколор було усунуто, а тонка жовта смуга, що символізує екватор, була збільшена. Тепер кольори представляють сонце, море, і багаті природні ресурси країни, зокрема, рослини і дерева.

## Історичні прапори
| Прапор | Тривалість | Використання  | Опис |
| ------ | ---------- | ------------- | --- |
|        | 1959–1960  | Прапор Габону | Горизонтальні зелена та синя смуги, розділені більш тонкою жовтою смугою в центрі, з французьким триколором у кантоні. |

## Президентські прапори
| Прапор | Тривалість   | Використання                   | Опис |
| ------ | ------------ | ------------------------------ | --- |
|        | 1960–1990    | Президентський штандарт Габону | Зелене поле з трьома жовтими колами у верхній третині. У нижніх двох третинах зображено жовте поле з галеоном, що майорить під прапором Габону на кормі і пливе по морю з трьома синіми хвилями. |
|        | 1990–2016    | Президентський штандарт Габону | Горизонтальні зелена та синя смуги, розділені жовтою смугою в центрі, з гербом посередині. |
|        | 2016-дотепер | Президентський штандарт Габону | |

## Прапори провінцій
| Прапор | Провінція          | Провінція        | Опис                                   |
| ------ | ------------------ | ---------------- | -------------------------------------- |
|        | Естуер !           | Естуер           | Герб Естуеру на білому полі            |
|        | Верхнє Огове !     | Верхнє Огове     | Герб Верхнього Огове на білому полі    |
|        | Середнє Огове !    | Середнє Огове    | Герб Середнього Огове на білому полі   |
|        | Нгуні !            | Нгуні            | Герб Нгуні на білому полі              |
|        | Ньянга !           | Ньянга           | Герб Ньянга на білому полі             |
|        | Огове-Івіндо !     | Огове-Івіндо     | Герб Огове-Івіндо на білому полі       |
|        | Огове-Лоло !       | Огове-Лоло       | Герб Огове-Лоло на білому полі         |
|        | Приморське Огове ! | Приморське Огове | Герб Приморського Огове на білому полі |
|        | Волю-Нтем !        | Волю-Нтем        | Герб Волю-Нтем на білому полі          |